# Vilarello (Villardevós)
Vilarello (llamada oficialmente Santa María de Vilarello da Cota) es una parroquia y un lugar del municipio español de Villardevós, en la provincia de Orense, Galicia.

## Toponimia
La parroquia también es conocida por los nombres de Santa María de Vilarello, Santa María de Vilarrello y Santa María de Villarello.

## Organización territorial
La parroquia está formada por una entidad de población:
- Vilarello da Cota (Vilarello)

## Demografía
Gráfica demográfica del lugar y parroquia de Vilarello según el INE español:
| Gráfica de evolución demográfica de Vilarello entre 2000 y 2023 |
|                                                                 |
| Datos según el nomenclátor publicado por el INE.                |